# Marmara leptodesma
Marmara leptodesma är en fjärilsart som beskrevs av Edward Meyrick 1928. Marmara leptodesma ingår i släktet Marmara och familjen styltmalar. Inga underarter finns listade i Catalogue of Life.